# Mellifikation

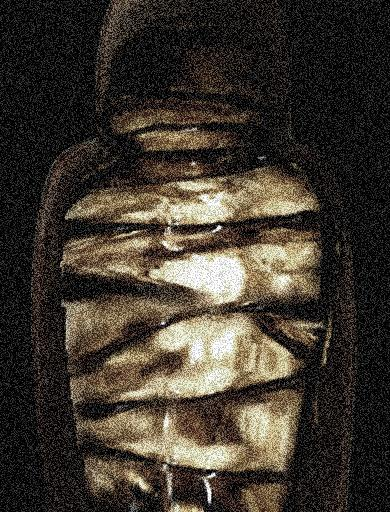
Mellifizierte Mumie (künstlerische Darstellung)

Mellifikation (lat. mel „Honig“) bezeichnet einen Prozess, bei dem eine menschliche Leiche in Honig mazeriert wird.

## Mellifikation in der Begräbniskultur
Honig wurde in der Begräbniskultur verschiedener Kulturen verwendet: So konservieren beispielsweise burmesische Priester berühmte Äbte in mit Honig gefüllten Särgen. Auch Alexander der Große soll nach seinem Tod in Honig konserviert worden sein.
Die konservierende Wirkung von Honig erklärt sich anhand seines geringen Wassergehalts, der durch Osmose austrocknend wirkt, seines relativ niedrigen pH-Werts sowie aus verschiedenen antibiotisch wirkenden Substanzen, die in ihm enthalten sind.

## Mellifikation in der chinesischen Medizin
Der durch Honig konservierte Körper findet sich als Arzneimittel in der Materia medica der traditionellen chinesischen Medizin. Eine tatsächliche Anwendung ist jedoch nicht nachgewiesen.

### Ursprünge des Verfahrens
Erwähnt wird die mellifizierte Leiche als Heilmittel unter anderem im Ben cao gang mu (本草綱目, Buch heilender Kräuter) des chinesischen Apothekers Li Shizhen (李时珍) aus dem 16. Jahrhundert. Li beschreibt darin, wie sich ältere Männer in Arabien gegen Ende ihres Lebens der Mellifikation unterziehen, um so anderen als Heilmittel zu dienen. Der Prozess wird im letzten Kapitel (52, „der Mensch als Medizin“) beschrieben. Li schreibt allerdings auch, dass er nicht sicher sei, ob die Mellifikation tatsächlich praktiziert werde.

### Prozess der Mellifikation
Li beschreibt in seinem Werk, dass der Mellifikationsprozess idealerweise bereits zu Lebzeiten beginnen sollte: Ein Mellifikationskandidat sollte regelmäßig in Honig baden und sich nur noch von Honig ernähren, bis seine Ausscheidungen (Urin, Stuhl und Schweiß) nur noch aus Honig bestünden. Nachdem er an dieser Diät gestorben war, wurde sein Körper in einen steinernen Sarkophag gelegt, der mit Honig gefüllt wurde. Nach ungefähr einem Jahrhundert soll der Körper sich in eine Substanz verwandelt haben, die zur Behandlung von Knochenbrüchen geeignet gewesen sein soll. Eine mellifizierte Mumie soll aufgrund ihrer aufwändigen Herstellung und ihrer Seltenheit einen sehr hohen Preis erzielt haben.

### Mumien als Arzneimittel
Die Existenz der Mellifikation zu Arzneizwecken ist nicht nachgewiesen. Allerdings wurden Mumien in der Medizin unter der Bezeichnung Mumia (oder Mumia vera ægyptica) bis ins frühe 20. Jahrhundert als Heilmittel für eine große Zahl von Krankheiten eingesetzt. Manche Autoren vermuten einen Zusammenhang zwischen dem europäischen, arabischen und chinesischen Gebrauch von mumifizierten Leichen zu medizinischen Zwecken.